# Miletus doleschalli
Miletus doleschalli är en fjärilsart som beskrevs av Felder 1860. Miletus doleschalli ingår i släktet Miletus och familjen juvelvingar. Inga underarter finns listade i Catalogue of Life.